# Taisnières-en-Thiérache
Taisnières-en-Thiérache è un comune francese di 499 abitanti situato nel dipartimento del Nord nella regione dell'Alta Francia.
Nel suo territorio comunale scorre il fiume Helpe Majeure.

## Società

### Evoluzione demografica
Abitanti censiti